# Hans-Jürgen Butt

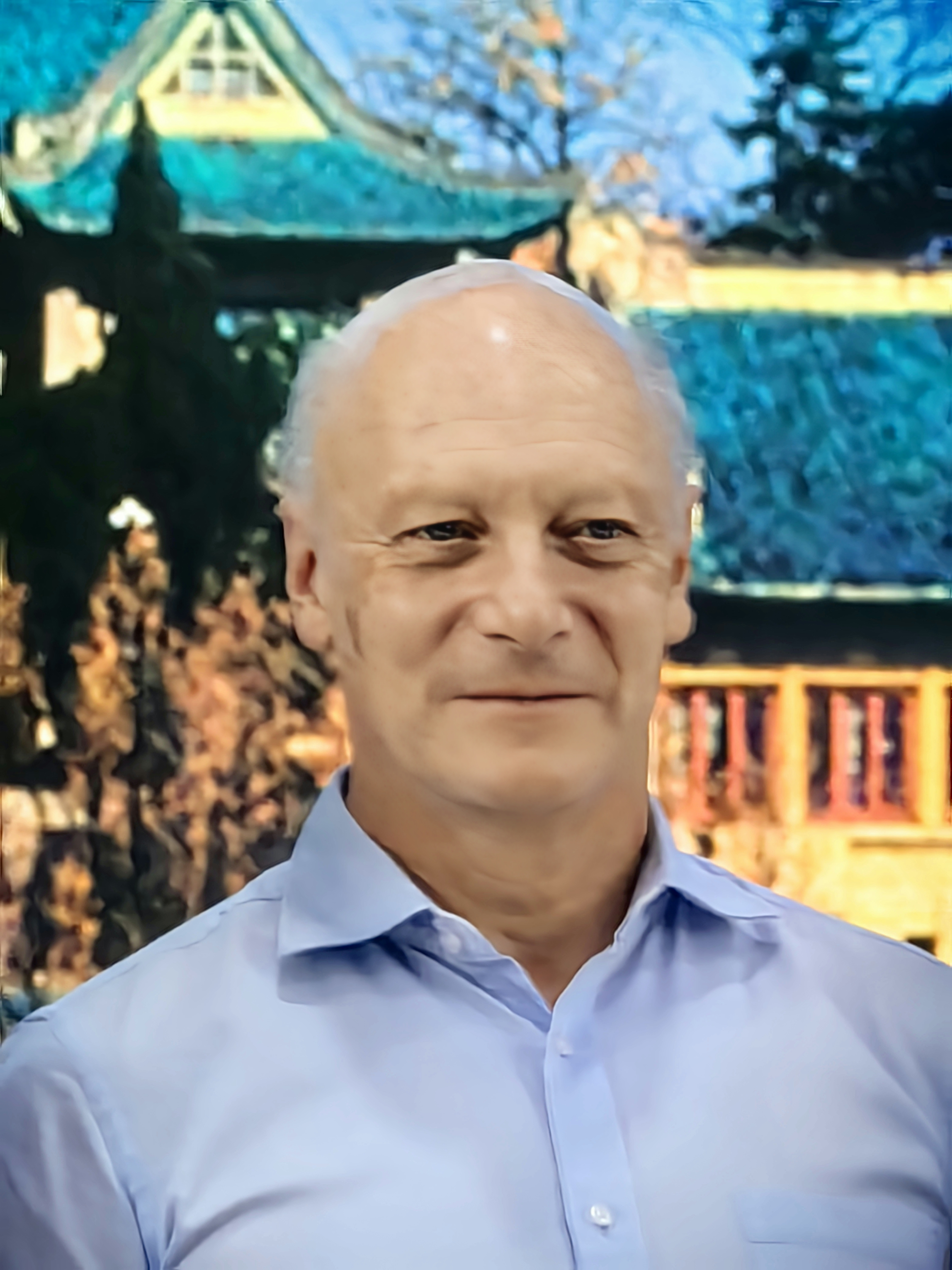
Hans-Jürgen Butt

Hans-Jürgen Butt (* 26. Februar 1961 in Hamburg) ist ein deutscher Physiker.

## Leben
Hans-Jürgen Butt studierte von 1980 bis 1986 Physik in Hamburg und Göttingen. Nach einer Diplomarbeit in Hochenergiephysik ging er  nach Frankfurt am Main an das Max-Planck-Institut für Biophysik in die Arbeitsgruppe von Ernst Bamberg. 1989 promovierte Hans-Jürgen Butt  mit dem Thema Zeitaufgelöste Messung des Protonentransports von Bakteriorhodopsin. Es folgte ein Postdoktoranden-Aufenthalt bei Paul Hansma in Santa Barbara CA. Danach arbeitete Hans-Jürgen Butt als wissenschaftlicher Mitarbeiter am MPI für Biophysik bei Ernst Bamberg. Nach der Habilitation in Biophysikalischer Chemie ging er 1996 als C3-Professor für Physikalische Chemie an die Johannes Gutenberg-Universität in Mainz. Nach weiteren zwei Jahren als C4-Professor in Siegen wurde er 2002 als Direktor an das Max-Planck-Institut für Polymerforschung in Mainz berufen.
Hans-Jürgen Butt erforscht grundlegende Eigenschaften der Struktur und Dynamik an Grenzflächen. Sein Ziel ist es, Vorgänge an Grenzflächen möglichst einfach quantitativ zu beschreiben oder einer Beschreibung zugänglich zu machen. Seine wesentliche Themen sind Oberflächenkräfte und Benetzung. Hans-Jürgen Butt ist Mitverfasser von mehr als 380 wissenschaftlichen Artikeln.

## Mitgliedschaft und Auszeichnungen
Hans-Jürgen Butt ist Honorarprofessor an der Technischen Universität Darmstadt und der Johannes Gutenberg-Universität Mainz. Von 2007 bis 2011 war er Vorsitzender der Kolloid-Gesellschaft, die ihm 2021 ihren Ostwald-Preis verlieh. Seit 2010 ist er Schatzmeister der European Colloid and Interface Society. 2008 erhielt er den ICI distinguished Lecturer award der University of Edmonton, Alberta, Canada. 2011 wurde er mit dem Lectureship Award der Division of Colloid and Surface Chemistry, The Chemical Society of Japan ausgezeichnet. Für die Entwicklung von superamphiphoben Oberflächen erhielt er 2013 vom Europäischen Forschungsrat (European Research Council, ERC) einen Advanced Grant. Für 2022 wurde ihm die Overbeek-Goldmedaille zugesprochen.